# Callochiton bouveti
Callochiton bouveti är en blötdjursart som beskrevs av Thiele 1906. Callochiton bouveti ingår i släktet Callochiton och familjen Ischnochitonidae. Inga underarter finns listade i Catalogue of Life.